# Torocca fasciata
Torocca fasciata là một loài ruồi trong họ Tachinidae.